# Пошворья
Пошворья (устар. Ел-Ё) — река в России, протекает по Кондинскому району Ханты-Мансийского АО.
Вытекает с востока из безымянного озера, в которое впадает река Берёзовая, вытекающая из озера Пуелтур. Течёт на юго-восток и впадает в озеро Яныгтур с севера, в 28 км к северо-востоку от пгт Междуреченский. Длина реки составляет 10 км (вместе с рекой Берёзовая).
Высота истока над уровнем моря — 38 м, устья — 37 м.

## Данные водного реестра
По данным государственного водного реестра России относится к Иртышскому бассейновому округу, водохозяйственный участок реки — Конда, речной подбассейн реки — Конда. Речной бассейн реки — Иртыш.
Код объекта в государственном водном реестре — 14010600112115300017235.